# 布朗森群島
布朗森群島（英語：Brownson Islands）是南極洲的群島，位於瑪麗伯德地，由20座島嶼組成，處於卡尼斯蒂奧半島西南面26公里，根據美國海軍在1946年12月拍攝的空中照片繪入地圖，現時由南極條約體系管理。